# Zbigniew Marek
Zbigniew Jan Marek (ur. 23 stycznia 1947 w Wilkowicach, zm. 18 lutego 2024 w Krakowie) – polski duchowny rzymskokatolicki, jezuita, profesor nauk teologicznych, nauczyciel akademicki Uniwersytetu Ignatianum w Krakowie i Uniwersytetu Kardynała Stefana Wyszyńskiego w Warszawie.

## Życiorys
W 1972 otrzymał w Częstochowie święcenia kapłańskie. W 1976 uzyskał w Akademii Teologii Katolickiej w Warszawie uzyskał tytuł magistra (praca magisterska pt. Wartość dydaktyczna podręczników do drugiego schematu programu szczegółowego, promotor: ks. prof. dr hab. Jan Charytański). W tym samym roku w Collegium Bobolanum – Papieskim Wydziale Teologicznym w Warszawie uzyskał licencjat kanoniczny. W 1989 na Wydziale Teologicznym ATK na podstawie napisanej pod kierunkiem ks. Jana Charytańskiego rozprawy pt. Teoria wychowania religijnego według Planu Trewirskiego w świetle nurtów katechetycznych lat sześćdziesiątych i siedemdziesiątych nadano mu stopień naukowy doktora. Tam też ma podstawie dorobku naukowego oraz rozprawy pt. Rozwój teorii wychowania religijnego dziecka w wieku przedszkolnym w Polsce w latach 1945–1990 w 1994 nadano mu stopień naukowy doktora habilitowanego. W 2000 uzyskał tytuł profesora nauk teologicznych. W 2008 na Wydziale Nauk Pedagogicznych Uniwersytetu Mikołaja Kopernika w Toruniu w oparciu o dorobek naukowy oraz monografię pt. Wychowanie moralne dzieci i młodzieży we współczesnej edukacji religijnej otrzymał stopień doktora habilitowanego nauk humanistycznych.
Został profesorem zwyczajnym Akademii Ignatianum w Krakowie na Wydziale Pedagogicznym w Instytucie Nauk o Wychowaniu i dziekanem tego wydziału. Był prorektorem Akademii Ignatianum. Pełnił funkcję kierownika Katedry Katechetyki Materialnej w Wydziale Teologicznym Uniwersytetu Kardynała Stefana Wyszyńskiego w Warszawie. Został członkiem Komitetu Nauk Teologicznych PAN.